# Symphonie no 7 de Bruckner
Pour les articles homonymes, voir Symphonie no 7.

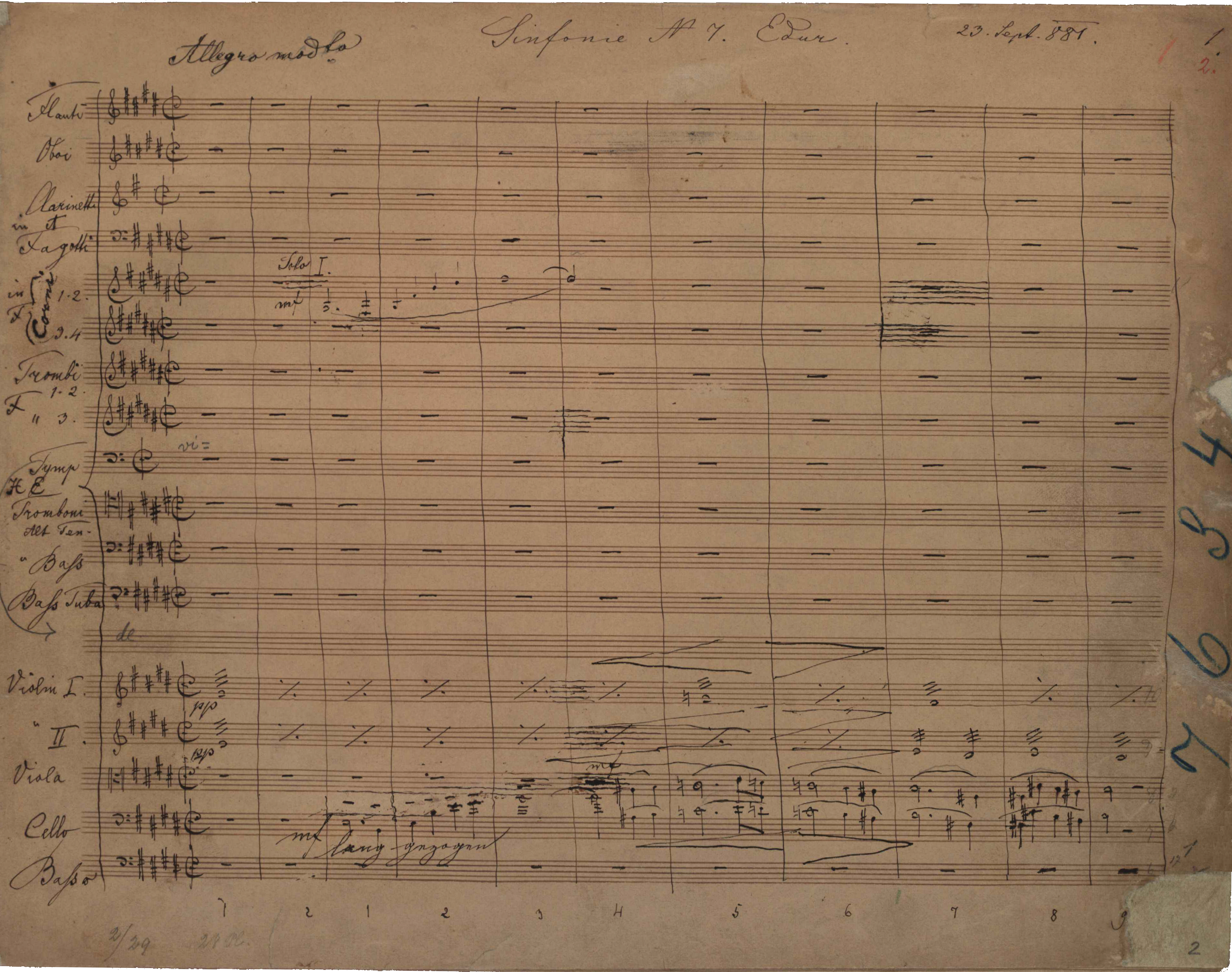

La Symphonie no 7 en mi majeur, WAB 107, d'Anton Bruckner. Il commence à l'écrire en septembre 1881 et le premier mouvement est terminé en juillet 1882. La Septième – souvent intitulée Symphonie des trémolos – est la plus ardente des symphonies du compositeur et parmi toutes la plus universellement admirée ; grâce sans doute à l'incomparable Adagio.
Un arrangement pour orchestre d'harmonie de ce mouvement, fut donné lors de la cérémonie funèbre de Bruckner, le 14 octobre 1896 à Saint-Charles.

## Fiche technique
Composition : du 23 septembre 1881 au 17 août 1883
Dédicace : À Louis II de Bavière
Première audition : le 30 décembre 1884 sous la direction d'Arthur Nikisch (sans les tubas), succès mais critiquée.
La symphonie est écrite pour 2 flûtes, 2 hautbois, 2 clarinettes, 2 bassons, 4 cors, 3 trompettes, 3 trombones, 4 tubas wagnériens (2 tubas ténors, 2 tubas basses) et 1 tuba contrebasse, timbales, triangle, cymbales et les cordes.
La symphonie est en quatre mouvements :
1. Allegro moderato
2. Adagio : sehr feierlich und sehr langsam
3. Scherzo : sehr schnell
4. Finale : bewegt, doch nicht schnell

Durée d'exécution : 65–70 minutes

## Analyse
Le thème principal du premier mouvement apparaît après un doux trémolo des cordes, dit "Urnebel", qui est une des idées mélodiques les plus étendues et les plus riches de l'histoire de la musique. C'est de ce thème et dans son rapport que naissent et découlent non seulement les deux autres thèmes de cette partie mais aussi le développement de toute la composition. Le Scherzo qui regorge de sons, au thème fortement rythmé formé en octaves, quintes et quartes, est le mouvement le plus prisé . L’Adagio est considéré comme le mouvement le plus important de cette symphonie. En l'honneur de Wagner, l’Adagio se construit autour de deux thèmes monumentaux, introduisant le chant du Te Deum (correspondant aux paroles « Non confundar in aeternum » : Je n'aurai pas honte pour l'éternité) que Bruckner compose en même temps. Dans ce mouvement, Bruckner est le premier compositeur à utiliser, dans une partition autre que l'opéra, quatre "Wagnertuben" que Wagner avait fait fabriquer spécialement pour l'exécution de sa Tétralogie.
Le thème du finale découle du premier mouvement en étant plus rythmique, et avec le thème contrastant du choral, Bruckner utilise d'incessantes variations culminant en une éblouissante coda.

### I - Allegro moderato
Dès le début, les cors et violoncelles entonnent le long thème principal élégiaque avec des tremolos que reprennent les altos.
À intervalle court, le hautbois et la clarinette (en la) introduisent le tranquillo du second thème : une généreuse extase dont les harmonies, le coloris et le remarquable doublé font penser à Wagner.
Le développement est tout à fait sous le signe de l'envoûtement de l’Anneau du Nibelung. Quelques timides essais des cors pour esquisser une mélodie chorale mais couverts par des images de l'idée fondamentale et par le deuxième thème.

### II - Adagio: sehr feierlich und sehr langsam (très solennel et très lent)
La mort de Wagner obsède Bruckner : « Je rentrais chez moi un jour, très triste ; je me disais il est impossible que le Maître vive longtemps encore. À ce moment précis, l'Adagio en ut-dièse mineur me fut inspiré ». Dans un tempo Misterioso e lente assai , quatre tubas wagnériens (Wagnertuben) et un tuba contrebasse modulent comme de belles orgues un thème d'une rare élévation que les violons reprennent avec une mélodie que l'on relève dans son Te Deum.
Apprenant le décès de Richard Wagner, Bruckner en fut extrêmement affecté et modifia la fin de l'Adagio, insérant un choral funèbre aux cors, tubas wagnériens et tuba basse juste avant la coda terminale. Cet adagio a été exécuté aux obsèques du compositeur dans un arrangement pour harmonie de Ferdinand Löwe. Il a également été diffusé sur la radio allemande au lendemain de la mort d'Adolf Hitler.

### III - Scherzo: sehr schnell (très vite)
Selon la légende, le thème de la trompette est suggéré au compositeur par le chant d'un coq qui le réveille chaque matin à Saint-Florian.
D'autres sources évoquent l'incendie tragique du Ringtheater de Vienne, avec une réminiscence des sirènes que les pompiers utilisaient à l'époque. Bruckner habitait juste à côté de la salle,,. Lorsque les bois et les cordes se mettent à marteler leurs gammes sur des rythmes inexorables, on ne peut qu'être saisi d'effroi.
Le trio (en fa majeur) paraît, au départ, idyllique, grâce à son thème mélodieux et pastoral, mais les duolets apportent une légère angoisse qui se dissipe dans les dernières mesures pour laisser la place à une flûte donnant une mélodie. C'est l'un des plus beaux Scherzo des symphonies de Bruckner, avec celui de la 6e et de la 9e.

### IV - Finale: bewegt, doch nicht schnell (animé mais pas rapide)
Le premier thème, qui domine le finale, est particulièrement enjoué à l'excès et révèle vers la fin une tristesse profonde.
Un contraste se présente avec le deuxième thème, qui est un choral.
Ce choral est suivi par un troisième thème, une variante du premier thème, en fortissimo à l'unisson.
Après le développement, la reprise est inversée (C'B'A'). Dans la coda, la symphonie se termine sur un monumental retour de l'idée fondamentale du premier mouvement.

## Éditions
- Édition Gutmann (1885, révision par Schalk et Löwe)
- Édition Haas (1944) – Réédition par Nowak en 1954 avec quelques changements mineurs, notamment le rétablissement du coup de cymbales et du tremolo de triangle et de timbale lors du climax de l'Adagio, que Haas avait supprimés
- Édition Cohrs pour la Anton Bruckner Urtext Gesamtausgabe (2015)

## Discographie sélective

### Édition Gutmann (1885)
- Wilhelm Furtwängler avec l'Orchestre philharmonique de Berlin, Teldec 9031764352, 1942 (seul l’adagio)[6]
- Wilhelm Furtwängler avec l'Orchestre philharmonique de Berlin, Toshiba CD CE28 5589, 1949
- Wilhelm Furtwängler avec l'Orchestre philharmonique de Berlin, DG 3750, 1951
- Eugen Jochum avec l'Orchestre philharmonique de Berlin, DG 445 010-2, 1964(****)[7]
- Lovro von Matačić avec l'Orchestre philharmonique tchèque, Denon CD COCO 73076, 1967
- Bernard Haitink avec l'Orchestre royal du Concertgebouw, Philips LP 6833 253 rééd. Decca CD 478 5690, 1967

### Édition Haas (1944)
- Evgeny Mravinsky avec l'Orchestre philharmonique de Leningrad, EMI 5 75953 2, 1967
- Günter Wand avec le Kölner Rundfunk-Sinfonie-Orchester, EMI 7 47748 2, 1980
- Herbert von Karajan avec l'Orchestre philharmonique de Vienne, DG 429 226, 1989, ultime enregistrement du chef
- Sergiu Celibidache avec l'Orchestre philharmonique de Munich, EMI 5 56695 2, 1994
- Toshiyuki Kamioka avec le Sinfonieorchester Wuppertal, Denon COCQ 84841, 2007

### Édition critique de Nowak (1954)
- Otto Klemperer avec l'Orchestre Philharmonia, Emi 79885, 1960
- Karl Böhm avec l'Orchestre philharmonique de Vienne, DG 419 858, 1976(****)[7]
- Carlo Maria Giulini avec l'Orchestre philharmonique de Vienne, DG 419 627, 1986
- Theodor Guschlbauer avec l'Orchestre philharmonique de Strasbourg, Erato 45492-2, 1989
- Kurt Sanderling avec l'Orchestre symphonique de la radio de Stuttgart, Hänssler Classics CD93.027, 1999
- Philippe Herreweghe avec l'Orchestre des Champs-Élysées, Harmonia Mundi HMC 901857, 2004

## Arrangement
Les compositeurs Karl Rankl et Hanns Eisler ont réalisé un arrangement de la symphonie pour orchestre de chambre.

## Sources
- Anton Bruckner, Sämtliche Werke, Kritische Gesamtausgabe – Band 7: VII. Symphonie E-Dur (Originalfassung), Bruckner-Verlag GmbH, Robert Haas (Éditeur), Leipzig, 1944
- Anton Bruckner: Sämtliche Werke: Band VII: VII. Symphonie E-Dur 1883, Musikwissenschaftlicher Verlag der Internationalen Bruckner-Gesellschaft, Leopold Nowak (Éditeur), Vienne, 1954/2003
- Casper Höweler (trad. de l'allemand par Renée Harteel), Sommets de la Musique [« X-Y-Z der muziek »], Paris/Gand, Flammarion/Éditions Daphné, 1958 (réimpr. 1951, 1953, 1954, 1956), 6e éd. (1re éd. 1947), 470 p. (OCLC 460637886, BNF 33043678)
- Paul-Gilbert Langevin, Anton Bruckner, apogée de la symphonie, Lausanne, L'Âge d'Homme, 1977, 382 p. (ISBN 2-8251-0880-4, OCLC 4397312, BNF 34593661, lire en ligne) (Cf. chapitre III.9.)
- William Carragan, Anton Bruckner - Eleven Symphonies, Bruckner Society of America, Windsor, 2020 -  (ISBN 978-1-938911-59-0)